# Los espabilados
Los espabilados es una serie española de drama escrita por Albert Espinosa y dirigida por Roger Gual para Movistar+. Está basada en la novela Lo que te diré cuando te vuelva a ver, también de Espinosa, y protagonizada por los desconocidos Álvaro Requena, Marco Sanz, Sara Manzano, Aitor Valadés y Héctor Pérez, junto a los más conocidos Miki Esparbé, Àlex Brendemühl y Marta Torné. La historia se centra en cinco amigos que buscan al hermano de uno de ellos mientras son perseguidos por el centro psiquiátrico del que se han escapado. La serie se estrenó el 29 de enero.

## Trama
Mickey L’Angelo (Álvaro Requena), Yeray (Marco Sanz), Guada (Sara Manzano), Samuel (Aitor Valadés) y Lucas (Héctor Pérez) son cinco jóvenes especiales que se escapan de un centro psiquiátrico en busca de su lugar en el mundo. A pesar de sus diagnósticos clínicos, estos cinco amigos se enfrentan a la vida con humor y valentía porque en su interior tienen claro que es la sociedad la que está enferma; no ellos.
Los chicos emprenderán un viaje por Europa para encontrar al hermano de uno de ellos, mientras se van enfrentando a sus condiciones médicas diarias. En esta serie se narrarán sus aventuras y su búsqueda por la aceptación mientras sacan el máximo partido a sus vidas. Aunque los chavales sufren enfermedades mentales, por encima de todo son unos "espabilados" y lo demostrarán en cada uno de los episodios.

## Reparto

### Reparto principal
- Álvaro Requena como Mickey L'Angelo
- Marco Sanz como Yeray
- Sara Manzano como Guada
- Aitor Valadés como Samuel
- Héctor Pérez como Lucas
- Miki Esparbé como Izan

### Reparto secundario
- Àlex Brendemühl como Doctor Del Álamo (Episodio 1 - Episodio 3)
- Bruno Sevilla como Doctor Sánchez (Episodio 1 - Episodio 3; Episodio 7)
- Marc Solé como Nicolás (Episodio 1 - Episodio 2; Episodio 7)
- Clara de Ramon como Esther (Episodio 1)
- Juan Margallo (Episodio 2; Episodio 4; Episodio 7)
- Marc Rodríguez (Episodio 2)
- Àngela Jove como Abuela (Episodio 3)
- Andreu Benito (Episodio 3)
- Noah Manni como Hermano de Izan (Episodio 4; Episodio 7)
- Hanna Schygulla como Malena (Episodio 5 - Episodio 7)
- Rym Gallardo como Twist (Episodio 5 - Episodio 7)
- Marta Torné como Elsa (Episodio 7)
- Daniel Sicart como David (Episodio 7)

## Capítulos
| N.º | Título                                                          | Dirigido por | Escrito por     | Fecha de lanzamiento original |
| --- | --------------------------------------------------------------- | ------------ | --------------- | ----------------------------- |
| 1 | «Ama tu caos»                                                   | Roger Gual   | Albert Espinosa | 29 de enero de 2021           |
| Mickey L'Angelo, Samuel y Guada son un grupo de jóvenes recluidos en un hospital psiquiátrico controlados por las normas, medicamentos y terapias del Dr. del Álamo. Yeray llega nuevo y su encuentro con el doctor hará que los chicos puedan escapar.   |                                                                 |              |                 |                               |
| 2 | «Busca menos y déjate encontrar más»                            | Roger Gual   | Albert Espinosa | 29 de enero de 2021           |
| Los espabilados consiguen embarcar en el ferry hacia Barcelona mientras en el hospital los buscan desesperadamente. El Dr. Del Álamo recurre a Izan, un especialista, y este le pide ayuda a Lucas, uno de los chicos que permanece en el hospital.       |                                                                 |              |                 |                               |
| 3 | «La vida siempre te golpea pero nunca te noquea»                | Roger Gual   | Albert Espinosa | 29 de enero de 2021           |
| Mickey decide viajar hasta Ischia, donde está su hermano. Guada y Sam aceptan con condiciones y Yeray prefiere ir por su cuenta, pero su rivalidad con Mickey le hace quedarse un poco más.                                                               |                                                                 |              |                 |                               |
| 4 | «La luz atrae a los lobos»                                      | Roger Gual   | Albert Espinosa | 5 de febrero de 2021          |
| Sam convence a Mickey de hacer una parada en su casa para visitar a su perro, Darko, y proveerse de suministros. Allí disfrutan de un momento de libertad mientras Izan continúa la búsqueda acompañado de Lucas, que demuestra ser un niño muy especial. |                                                                 |              |                 |                               |
| 5 | «Devuelve puñaladas con sonrisas»                               | Roger Gual   | Albert Espinosa | 5 de febrero de 2021          |
| Los chicos consiguen subirse a un tren y continúan su viaje, pero la policía lo sabe y planea interceptarlo. Yeray elige seguir solo y abandona al grupo convencido de que le irá mejor.                                                                  |                                                                 |              |                 |                               |
| 6 | «Herir a los que amaste es incumplir tus propias promesas»      | Roger Gual   | Albert Espinosa | 12 de febrero de 2021         |
| Mickey, Lucas y Guada avanzan por la carretera haciendo autostop. Guada está preocupada por Yeray pero Mickey prefiere dejarlo pasar. El grupo está a punto de rendirse cuando son rescatados por Verena en su camión.                                    |                                                                 |              |                 |                               |
| 7 | «No tengas miedo de ser la persona en la que te has convertido» | Roger Gual   | Albert Espinosa | 12 de febrero de 2021         |
| El grupo consigue llegar a Ischia pero, cuando llegan, Izan les está esperando. Están sorprendidos, pero Lucas hace de intermediario y llegan a un acuerdo. A pesar de que desconfían, los chicos aceptan.                                                |                                                                 |              |                 |                               |

## Producción
El 18 de septiembre de 2019, Movistar+ anunció que estaban desarrollado Los espabilados, una serie que Albert Espinosa, el creador y guionista de la serie catalana Pulseras rojas de TV3, desarrolló para la plataforma, a partir de su novela Lo que te diré cuando vuelva a ver. El 5 de noviembre de 2019, se anunció que Miki Esparbé estaría en el reparto de la serie, y en diciembre de ese año, se anunció que los protagonistas serían los desconocidos Álvaro Requena, Marco Sanz, Sara Manzano, Aitor Valadés y Héctor Pérez. Los siete capítulos que compone la serie fueron escritos por Espinosa y dirigidos por Roger Gual.
El rodaje de la serie comenzó el 14 de octubre de 2019 en Barcelona. Otros lugares de rodaje incluyen la isla de Menorca, la isla de Isquia en Nápoles, Italia, o la ciudad francesa de Céret.
El 15 de diciembre de 2020, Albert Espinosa confirmó que ya tiene escrito el guion de una segunda y última temporada, a expensas de que Movistar+ confirme su renovación.

## Lanzamiento

### Estreno
El 16 de octubre de 2020, Movistar+ anunció que la serie se estrenará en la plataforma y en su canal principal, #0, en enero de 2021.

### Marketing
El 13 de octubre de 2020, la revista estadounidense Variety citó Los espabilados como una de las 15 series más anticipadas del festival de MIPCOM, siendo la única serie española en aparecer entre las mencionadas. El 3 de noviembre de 2020, Movistar+ sacó el primer cartel promocional de la serie.
El 4 de enero del 2021, Movistar+, lanzó el tráiler promocional de la serie en sus redes sociales.